# Базелян Яків Львович
Яків Львович Базелян (28 серпня 1925, Златопіль, Київська губернія, Українська СРР, СРСР — 4 червня 1990, Москва, РРФСР, СРСР) — радянський український і російський кінорежисер. Брат українського астронома Лазаря Базеляна.

## Біографія
В 1952 закінчив ВДІК, навчався у Михайла Ромма. Працював на кіностудіях «Мосфільм» та ім. Олександра Довженка, Ялтинській кіностудії, потім на кіностудії ім. Максима Горького.

## Фільмографія
- 1954: «Андрієш»
- 1955: «Шляхи і долі»
- 1957: «Народжені бурею»
- 1961: «Будинок з мезоніном»
- 1964: «Місто — одна вулиця»
- 1965: «Альошкіне полювання»
- 1969: «Тренер»
- 1971: «Вчора, сьогодні і завжди»
- 1975: «Про що не впізнають трибуни»
- 1977: «Сідай поруч, Мишко!»
- 1979: «Мій перший друг...»